# Verdetto fatale
Verdetto fatale (Fatal Acquittal) è un film televisivo statunitense del 2014 diretto da Sam Irvin e con protagonisti Joely Fisher, Patrick Muldoon, Tabitha Morella e Denise Richards.
Trasmesso negli Stati Uniti il 17 agosto 2014 sulla rete Lifetime, è andato in onda in Italia il 6 agosto 2015 in prima serata su Rai 2.

## Trama
All'improvvisa morte di Luke Miller, uomo d'affari uscito da poco dal carcere per aver frodato i propri investitori, la moglie Cassidy viene accusata del suo omicidio e tutti si schierano contro di lei, compresa la polizia, e anche la figlia sedicenne Lucy dubita dell'innocenza di Cassidy. Anche quando la donna viene dichiarata innocente l'opinione pubblica non cambia: in particolare, la giornalista Nora Grant, che vede nel caso l'opportunità di realizzare uno scoop e fare carriera, inizia a tormentarla, e Cassidy comincia a ricevere strani messaggi e minacce. L'unico che crede a Cassidy è il cognato Scott, al quale la donna rivela di aver trovato degli strani documenti nell'ufficio di Luke e dei file sospetti sul suo computer; qualcuno, però, si introduce in casa e un virus cancella i file. Cassidy inizia a indagare per conto proprio, concentrandosi soprattutto su Jasmine Holt, escort amante di Luke, che sembra sapere qualcosa, ma ha molta paura di entrare nei dettagli: Jasmine riesce a dire a Cassidy solo che lei non aveva mai conosciuto Luke prima di essere uccisa. Il maggior sospetto sul quale si concentra la polizia, grazie anche alle prove fornite da Cassidy, è Greg Knowles, un uomo che aveva perso molto denaro a causa di Luke e che non aveva fatto mistero di essere felice della sua morte; l'uomo aveva inoltre ricevuto una telefonata di Jasmine e l'aveva incontrata il giorno della morte di lei. Cassidy è ormai certa che il mistero dietro la morte di suo marito sia risolto quando trova nella tasca della giacca di Scott il cellulare scomparso del coniuge; capisce così che è stato il cognato a uccidere Luke perché quest'ultimo aveva scoperto che era stato il fratello a rubare i soldi dei suoi investitori. Vistosi scoperto, Scott cerca di uccidere Cassidy, ma lei riesce a fermarlo e l'uomo viene arrestato. Anche Lucy si rende conto dell'innocenza della madre e le chiede perdono.